# Station Shimizu (Osaka)
Station  Shimizu (清水駅,  Shimizu-eki) is een metrostation in de wijk Asahi-ku in Osaka, Japan. Het wordt aangedaan door de Imazatosuji-lijn.

## Treindienst

### Imazatosuji-lijn(stationsnummer I15)
| 1 | ■ Imazatosuji-lijn | richting Gamō Yonchōme, Midoribashi en Imazato |
| 2 | ■ Imazatosuji-lijn | richting Taishibashi-Imaichi en Itakano        |

## Geschiedenis
Het station is in december 2006 geopend.

## Overig openbaar vervoer
Bus 86

## Stationsomgeving
Rond het station bevinden zich vooral scholen.
- Station Sembayashi aan de Keihan-lijn (300 meter ten noordwesten van het station)
- 7-Eleven
- FamilyMart
- Life (supermarkt)

Itakano · Zuikō Yonchōme · Daidō-Toyosato · Taishibashi-Imaichi · Shimizu · Shimmori-Furuichi · Sekime-Seiiku · Gamō Yonchōme · Shigino · Midoribashi · Imazato